# Automobiles und technisches Museum Berendes
Automobiles und technisches Museum Berendes war ein Automuseum in Nordrhein-Westfalen.

## Geschichte
Wolfgang und Monika Berendes eröffneten 1999 das Museum im Bergheimer Stadtteil Paffendorf. Es war von April bis Oktober an den Wochenenden geöffnet. Die Besucherzahlen fielen mit der Zeit. Die Eintrittsgelder deckten die Kosten nicht mehr. Die Kölnische Rundschau berichtete am 27. März 2012, dass das Museum nach der Winterpause 2011/2012 nicht mehr öffnen würde und der Verkauf der Fahrzeuge schon weit fortgeschritten sei.

## Ausstellungsgegenstände
Im Museum waren Automobile, Motorräder, Flugzeuge, Traktoren und weitere technische Dinge ausgestellt. Genannt werden eine Royal Enfield von 1922, ein Adler von 1937, ein Riley von 1947 und ein Feuerwehrfahrzeug von Citroën von 1952, ein Buick Master Six von 1924 und ein Rolls-Royce Corniche. Insgesamt waren es etwa 40 Pkw. Außerdem waren Radios, Telefone, Büromaschinen, Puppenhäuser und Modelleisenbahnen ausgestellt.
Auf dem Dach eines Gebäudes stand ein Starfighter.